# Гжиб, Зофия
Зофия Гжиб (пол. Zofia Grzyb; 16 августа 1928, Радом) — польская работница и партийная активистка, член Политбюро ЦК ПОРП в 1981—1986. Первая женщина в высшем органе ПОРП. Считалась в партийном руководстве представительницей рабочего класса и «либерального крыла». Была единственным членом профсоюза Солидарность в руководстве ПОРП, но в декабре 1981 приняла режим военного положения. Реального политического влияния не имела, но играла определённую символическую роль.

## Работница в партии
Родилась в рабочей семье. Получила начальное образование. В девятнадцать лет поступила работать на Радомскую табачную фабрику. В 1952—1955 работала на военном заводе Łucznik. С 1955 тридцать лет работала бригадиром радомского кожевенного завода Radoskór.
В 1947 Зофия Гжиб вступила в правящую компартию ППР, со дня основания в 1948 состояла в ПОРП. Полтора года в 1951—1952 была секретарём дзельницкого совета официальных профсоюзов. С 1953 — член Радомского городского комитета ПОРП. На VIII съезде ПОРП в феврале 1980 как «передовой представитель рабочего класса» избрана в состав ЦК. 
Летом 1980 забастовочное движение привело к созданию Солидарности. Зофия Гжиб вступила в независимый профсоюз. Высказывалась за сотрудничество ПОРП с «Солидарностью». В октябре была кооптирована в Центральную комиссию партийного контроля. Вошла в состав комиссии Грабского — специального органа ЦК «по оценке достигнутого результата и ускорения работы по установлению личной ответственности членов ПОРП, выполняющих управленческие функции». Декларированной задачей комиссии являлось расследование коррупции и злоупотреблений, привлечение к ответственности партийно-государственных функционеров прежнего периода. Общественность и руководство отметили эмоционально-обличительное выступление Гжиб на заседании комиссии, обращённое к Эдварду Гереку.

## Член Политбюро
После IX чрезвычайного съезда ПОРП в июле 1981 Зофия Гжиб была кооптирована в Политбюро ЦК. Первый секретарь ЦК Станислав Каня демонстрировал «расширение рабочего представительства». Гжиб стала первой в истории ПОРП женщиной и единственным членом «Солидарности» в высшем органе партийной власти.
Зофия Гжиб принадлежала в Политбюро к двум специфическим «четвёркам» — «рабочей» и «либеральной». В первую, наряду с Гжиб, входили Ян Лабенцкий, Ежи Романик, Альбин Сивак; во вторую — Ян Лабенцкий, Ежи Романик, Хиероним Кубяк (при этом Кубяк и Сивак являлись партийными антиподами: первый представлял «горизонтальные структуры», второй — «партийный бетон»). Консервативные круги ПОРП и государств Варшавского договора — особенно ГДР и НРБ — высказывали недовольство присутствием в партийном руководстве члена «Солидарности» Гжиб.
При этом Зофия Гжиб не была влиятельна ни в ПОРП, ни в «Солидарности», не пользовалась широкой популярностью. Выступая с противоположных позиций, она часто сравнивалась с Сиваком по признакам малообразованности и ограниченности.
Положение в стране обострялось, и Зофия Гжиб меняла позицию, сдвигаясь в направлении «бетона» (ту же эволюцию проделывали Лабенцкий, Романик, в меньшей степени Кубяк). Гжиб высказывалась в том плане, что «„Солидарность“ осени 1980 и „Солидарность“ осени 1981 — две разные организации» — имея в виду нарастание в профсоюзе антикоммунистического радикализма. На октябрьском пленуме ЦК ПОРП, утвердившем генерала Ярузельского первым секретарём ЦК, Гжиб отмежёвывалась от «Солидарности» и резко негативно оценивала ситуацию.

Дела идут все хуже и хуже. Производство падает. Полки в магазинах сейчас почти полностью пусты. Партия пребывает в беспорядке, многие партийные организации — в застое. Наши люди не чувствуют поддержки со стороны партийных руководящих органов и перестают верить в возможность преодоления кризиса.

Зофия Гжиб

13 декабря 1981 в Польше было введено военное положение, «Солидарность» запрещена. Зофия Гжиб оставалась членом Политбюро, присутствовала на церемониальных мероприятиях с Ярузельским и другими руководителями. Никакой политической роли она не играла, но символизировала наличие в партийном руководстве рабочих, женщин и даже бывших членов «Солидарности».

## Уход из политики
В 1985 Зофия Гжиб вышла на пенсию. На X съезде ПОРП в июле 1986 выведена из ЦК и Политбюро. В бурных событиях конца 1980-х — забастовочном движении, Круглом столе, альтернативных выборах, преобразовании ПНР в Третью Речь Посполитую участия не принимала.
В политическом контексте 1980-х Зофия Гжиб иногда вспоминается с юмором — как «женщина-покровительница» ПОРП.